# Малая Вишера (локомотивное депо)
Малая Вишера (ТЧР-19) — ремонтное локомотивное депо, структурное подразделение ОАО РЖД. Полное наименование — Ремонтное локомотивное депо «Малая Вишера» Октябрьской дирекции по ремонту тягового подвижного состава — структурного подразделения дирекции по ремонту тягового подвижного состава — филиала Открытого акционерного общества «Российские железные дороги».

## История
Локомотивное депо на станции Малая Вишера — одно из старейших на Октябрьской железной дороге. Начало свою работу 18 августа 1851 года как мастерские для стоянки и обслуживания паровозов, пункт экипировки и смены паровозов.
В 1856 году было построено здание «круглого» депо, где производился ремонт и эксплуатация паровозов серий Щ, Ов, Н, Эв/и. «Круглое» депо спроектировано на 22 стойла, оснащено поворотным кругом диаметром 24 метра. 20 стойл занимали ремонтные канавы, ещё 2 были проходными. Над зданием находился лёгкий металлический купол с остеклением. Здание имело систему вентиляции для удаления дыма локомотивов. Со временем из-за нехватки места были сооружены дополнительные пристройки к депо.
В 1870 году построено прямоугольное здание вагонного депо — это типовой элемент станций I и II классов Николаевской железной дороги. В здании имелось три пути, на которых располагалось по 4 стойла для паровозов. Потолок состоял из кирпичных сводов, опирающихся на железные поперечные балки из клёпаных подошвами рельсов. Кровля была железная на деревянных стропилах. Полы, составлявшие первоначально из булыжной мостовой, впоследствии заменены асфальтовыми. Для отопления поставлены железные печи. В отделке фасада использовались характерные для промышленных зданий второй половины XIX века «зубчатые пояски», кирпичный стиль. 
В 1905 году на базе мастерских было создано Маловишерское паровозное депо Николаевской железной дороги. Причиной послужило увеличение грузопотока на Николаевской дороге и потребность создания дополнительных мощностей для ремонта паровозов.
Во время Великой Отечественной войны депо было разрушено, в июле 1945 года было воссоздано на том же месте, в тех же габаритах, но уже без сохранения архитектуры. Со временем депо благоустраивалось, и на территории появился оригинальный фонтан и памятник В. И. Ленину. Депо начало выполнять деповской ремонт вагонов и производить смену колёсных пар. 
С первых дней Великой Отечественной войны тысячи маловишерцев ушли в Красную армию, в партизаны. В первых числах июля 1941 года был сформирован истребительный батальон, для борьбы с десантном в его состав вошли и работники депо. В августе 1941 года железнодорожное сообщение с Ленинградом было прервано, оборудование промышленных предприятий, в том числе паровозного и вагонного депо, было отправлено в глубь страны. Были разрушены промышленные предприятия и железнодорожный узел. Узловой партком мобилизовал все силы железнодорожников на восстановление транспорта. 3 декабря 1941 года, через 12 дней после изгнания гитлеровцев из города, на станцию Малая Вишера пришёл первый состав со стороны Москвы. С 10 декабря пассажирское движение было восстановлено, но ещё продолжались вражеские бомбардировки и артиллерийские обстрелы города.
В конце 1940-х годов шло активное возрождение Октябрьской железной дороги. В 1944—1945 годах было восстановлено и введено в строй паровозное депо Малая Вишера. Возрождение разрушенного депо началось с расчистки территории и разбора сильно повреждённого здания с поворотным кругом, после восстановления в нём был организован промывочный ремонт паровозов.
В 1953 году началась реконструкция прямоугольного здания депо (промывочный участок паровозов), в 1962 году был открыт цех для технического обслуживания и ремонта электропоездов серии СР-3.
Приказом начальника Октябрьской железной дороги 125/Н от 29.11.1962 года Маловишерское паровозное депо было переименовано в Маловишерское локомотивное депо и объединено с Окуловским паровозным депо, согласно приказу 8/Н от 18.01.1963 года, с 1981 года началась реконструкция данного цеха под ремонт колёсных пар, 26.04.1983 года в депо начали проводить полное освидетельствование и ремонт колёсных пар мотор-вагонного подвижного состава со сменой бандажей. Далее был освоен ремонт колёсных пар для тепловозов серии ТЭМ2, М62. Месячная программа ремонта колёсных пар была доведена до 70 единиц.
В связи с электрификацией дороги перед коллективом встали новые задачи: нужно было осваивать эксплуатацию электросекций и их ремонт. В 1963 году был освоен периодический ремонт электросекций, а в мае 1965 года — ТР-3, который раньше проводился только в Ленинградском депо. За депо были закреплены 22 электросекции. Обслуживались участки Любань — Малая Вишера, Окуловка, Бологое — Малая Вишера, Бологое — Спирово. В связи с электрификацией и в соответствии с требованием времени началась работа по повышению производственной культуры. В цехах, на рабочих местах поддерживался порядок, в скверах вокруг депо разбиты клумбы. В этот период, за счёт внутренних резервов, перестроив работу основных цехов, осуществив комплексную механизацию и модернизацию оборудования, коллектив осваивает двойную программу ремонта: из подъёмочного ремонта ежемесячно выпускается 14 локомотивов вместо 7, как было ранее, улучшено качество ремонта. Организовано движение грузовых поездов по электрифицированному участку Малая Вишера — Волховстрой на электровозах серии ВЛ-23, в дальнейшем освоен участок движения Малая Вишера — Санкт-Петербург-Московский.
В 1974 году на предприятии начали реконструкцию, которая завершилась в 1978 году, после чего депо было переориентировано с крытых вагонов на цистерны.
До 1997 года в депо производили ТО электропоездов, ТО и ТР тепловозов, промывочный ремонт паровозов.
В соответствии с указанием МПС № М-8524 от 26.09.96 и приказа Начальника Октябрьской железной дороги № 200/Н от 21.11.96 Г. П. Комаровым, локомотивное депо Малая Вишера Октябрьской железной дороги присоединено к локомотивному депо Новгород на Волхове ТЧ-19 и получило статус оборотного.
С 2001 года вагонное депо ВЧД-4 на станции Малая Вишера прекратило свою производственную деятельность. Здания и территория предприятия были переданы в локомотивному депо Малая Вишера локомотивного депо Санкт-Петербург-Финляндский (ТЧ-12) ОЖД для реконструкции под производство, заводского ремонта колёсных пар локомотивов.
В соответствии с концепцией организации региональных центров по ремонту подвижного состава, цех по ремонту колёсных пар по станции Малая Вишера ТЧ-12 Санкт-Петербургского отделения Филиала «Октябрьская железная дорога» ОАО «Российские железные дороги» определено базовым предприятием по выполнению ремонта колёсных пар Северного региона для Октябрьской, Северной и Калининградской железных дорог.
С 1 июля 2003 года на основании Указания МПС Н-566/У от 09.06.2003 и приказа начальника Октябрьской дороги № 288/Н от 20.06.2003 года цех по ремонту колёсных пар Малая Вишера выделен из предприятия ТЧ-12 в самостоятельное подразделение Локомотивное депо Малая Вишера Санкт-Петербургского отделения с присвоением шифра ТЧ-19.
С февраля 2003 года проводилась коренная реконструкция цеха: перенос производства из старого здания локомотивного депо в освободившееся здание вагонного депо с его капитальным ремонтом, перепланировкой и дооснащением новым и недостающим технологическим оборудованием.
Первая колёсная пара с заменой бандажей выпущена со сборки 25 августа 2003 года.
В январе 2004 освоен выпуск колёсных пар серии ВЛ10 со сменой бандажей.
21 апреля 2004 года состоялось официальное открытие депо Начальником Октябрьской железной дороги.
В августе — сентябре 2004 года освоен ремонт со сменой элементов колёс серии 2ТЭ116, ТЭМ2, М62,ЧМЭ3 (замена зубчатого колеса, колёсного центра).
В декабре 2004 года освоен ремонт со сменой бандажей колёсных пар серии ТЭП70. В течение 3 квартала 2005 года освоен ремонт колёсных пар серии ВЛ10 со сменой элементов. В течение 4 квартала 2005 года освоен ремонт колёсной пары серии ТЭП70 со сменой элементов: 25 ноября выпущена первая колёсная пара серии ТЭП70 с ревизией опорных подшипников и заменой колёсного центра.

## Настоящее
Сегодня локомотивное депо (ТЧ-19) включает в себя цех по ремонту колёсных пар, цех по ремонту оборудования. Предприятие является одним из 9 подобного профиля на сети ОАО «РЖД» и единственным производящим ремонт колёсных пар серии ТЭП-70 со сменой элементов.
С весны 2006 года, в рамках пилотного проекта Октябрьской ж. д., в депо проводились работы по внедрению системы менеджмента качества. Было пройдено несколько этапов: обучение персонала, разработка руководящих документов, проведение внутренних аудитов, подготовка и предъявление созданной СМК к сертификации по международным стандартам серии ИСО 9001.
В период с 2007 по настоящее время ремонтное локомотивное депо Малая Вишера дважды подтверждало своё соответствие требованиям международного стандарта ISO 9001:2008 и национального стандарта ГОСТ Р ИСО 9001:2008 независимой аккредитованной организацией — Ассоциацией по сертификации «Русский регистр». В настоящее время имеет сертификат соответствия № РОСС RU. ИСО 08. К 00816.
С конца 2009 года в ремонтном локомотивном депо Малая Вишера внедряется концепция менеджмента «Бережливое производство», в рамках которой в депо был реализован ряд функциональных проектов направленных на сокращение не производительных потерь и получения экономического эффекта. Общий экономический эффект от реализации проектов с конца 2009 по настоящее время составил около 2 500 тыс. рублей.
В процессе ремонта на части колёсных пар выявляется брак основного элемента — оси. Так, в 2007 году было забраковано 210 осей, в 2008—160, в 2009—204.
К 2007 году вопрос постепенного уменьшения ремонтного фонда колёсных пар октябрьской ж. д. встал особенно остро. Виделось два пути решения проблемы — приобретения новых осей у поставщиков или организация изготовления осей из поковок на собственном производстве.
В 2007 году было подготовлено и защищено технико-экономическое обоснование (ТЭО) на собственное производство, а в 2009 году выделены инвестиции.
Отраслевой экономический эффект достигается за счёт снижения затрат на закупку новых осей колёсных пар, по сравнению с изготовлением новых осей из поковок в условиях депо.
В течение 2009 года на месте недействующей котельной было возведено здание осевого участка и произведён монтаж оборудования.
В течение последнего года депо проходило процедуры аудитов и анализа производства независимого государственного органа — Регистра сертификации на ФЖТ. Итогом стало положительное заключение Регистра на полное соответствие производства осей системе ГОСТ Р, датированное 1 июня 2011 года. При этом по осям серии ВЛ10 депо стало вторым (после депо Московка Западно-Сибирской ж. д.), а по осям серии 2ТЭ116 — первым и единственным депо на сети железных дорог.
С 2007 года предприятие по указанию Департамента локомотивного хозяйства оказывает помощь в ремонте колёсных пар другим железным дорогам: в 2007 году это Северной и Приволжской железным дорогам, в 2008 году к ним присоединились ещё Юго-Восточная и Свердловская. Успехи коллектива депо неоднократно отмечались руководством ОАО «РЖД» и Октябрьской железной дороги. Депо дважды занимало 3-е место в отраслевом соревновании (2 и 4 квартал 2007 года), четыре раза признавалось «Лучшим коллективом Октябрьской железной дороги» (2 квартал 2005 г., 4 квартал 2006 г., 1 и 3 кварталы 2007 года).

## Деятельность
Обыкновенное и полное освидетельствование колёсных пар без смены и со сменой элементов.